# Jeonghui di Joseon
Jeonghui (정희?, 貞熹?; Contea di Hongcheon, 8 dicembre 1418 – Asan, 6 maggio 1483) è stata una regina consorte coreana, prima regina reggente nella storia del Joseon.

## Biografia

### Infanzia e matrimonio
Jeonghui (nome postumo) nacque nel 1418 a Hongjugwana nella contea di Hongcheon. Era figlia di Yun Beon (1384-1448), consigliere di Stato del re Sejong; la sua famiglia apparteneva al bon-gwan degli Yun di Papyeong, dal quale erano scaturiti molti cortigiani di alto rango già durante il precedente regno di Goryeo. Sua madre era invece una Yi del bon-gwan di Incheon. Aveva un fratello e diverse sorelle maggiori.
Nel 1428, una dama di corte visitò casa Yun in cerca di una sposa per il secondogenito del sovrano, il principe Suyang: sebbene la signora Yun le avesse presentato la figlia maggiore, la dama raccomandò al palazzo la figlia minore, Jeonghui, che le stava sbirciando di nascosto, dando prova di avere un carattere audace e deciso che sarebbe riuscito a tenere testa a quello del principe, come richiesto dalla regina Soheon. Le nozze vennero celebrate quello stesso anno, e la giovane ricevette prima il titolo di Samhanguk budaebuin, poi quello di Nangnang budaebuin. Dal matrimonio nacquero tre figli: il principe Uigyeong (1438), la principessa Uisuk (1441) e il re Yejong (1450). La coppia aveva un buon rapporto, e Suyang prese una sola concubina, la dama Park. Nel 1455, Jeonghui esortò il marito a portare a termine il colpo di Stato contro il nipote adolescente, re Danjong, e prendere il potere: fu lei stessa ad aiutarlo a indossare l'armatura. Divenne così la regina consorte nel 1457, con nome Jaseong. Rimase tale per 13 anni, fino alla morte del marito, che aiutò attivamente nella gestione degli affari di Stato.

### Reggenza
Nel 1469, dopo soli 14 mesi di regno, Yejong morì senza lasciare figli, e spettò a Jeonghui decidere chi dovesse succedergli. Scelse il proprio nipote Seongjong, ma, siccome aveva soltanto 12 anni, il wonsang, il governo provvisorio, le chiese di fargli da reggente. Dopo molte insistenze, Jeonghui cedette: ricoprì la carica per sette anni, nel primo di cinque casi di reggenza formale da parte di una regina madre nella storia del Joseon. Chiese comunque due volte che il compito fosse ceduto a sua nuora Sohye, maggiormente istruita e versata in politica, venendo sempre respinta: il wonsang sostenne che dovesse essere lei, in quanto donna più anziana del palazzo, a ricoprire il ruolo, anche se John Duncan ha sollevato la possibilità che il governo la preferisse perché, al contrario di Sohye, non sapeva leggere il cinese. Questo faceva sì che tutti i documenti ufficiali e le sue decisioni dovessero essere tradotti dal cinese al coreano e viceversa, conferendo maggior controllo ai funzionari uomini che facevano da tramite. È comunque quasi certo che si sia avvalsa spesso dell'aiuto della nuora per prendere le decisioni più importanti.
Jeonghui modellò la propria amministrazione su quella dell'imperatrice vedova Xuanren della dinastia Song, e adottò un approccio flessibile nella gestione delle questioni politiche, sollecitando la collaborazione dei ministri anziani da un lato e bloccando le interferenze dei propri parenti dall'altro, riuscendo a rafforzare il trono e le basi della dinastia. Gli Annali della dinastia Joseon riportano diciotto decisioni sotto il suo nome, relative a problemi come la difesa dei confini e i contenziosi sulla proprietà di terreni e persone. Durante la sua reggenza venne promulgato il Gyeongguk daejeon (Grande codice per l'amministrazione statale); fu alleggerita la sorveglianza del governo sul popolo abolendo la legge sul controllo delle targhe d'identificazione (hopae); venne promossa la frugalità per migliorare il benessere pubblico, e rafforzata la politica anti-buddhista in favore del confucianesimo, anche se la regina reggente continuò a mostrare pubblicamente un forte attaccamento al buddhismo: sponsorizzò la pubblicazione di cinque testi religiosi tra il 1469 e il 1474, facendo stampare il Beopgyeseongbeom suryukseunghoe sujaeuigwe, una raccolta di protocolli buddhisti, in memoria del marito e dei figli Yejong e Uigyeong nel 1470; due anni dopo fece ricostruire il tempio di Hoeamsa.
La sua reggenza si concluse il 13 gennaio 1476, quando Seongjong raggiunse la maggiore età, fissata a 20 anni.

### Morte
Nel 1482 si trasferì al Gyeongbokgung, ma un peggioramento della sua salute la costrinse a lasciarlo per andare a curarsi a Onyang (la moderna Asan), dove morì nel 1483. I suoi resti vennero sepolti nella tomba reale Gwangneung a Namyangju.

## Ascendenza
|                       |   |            | Genitori |  |  | Nonni |  |  | Bisnonni  |  |  | Trisnonni   |  |
|                       |   |            |          |  |  |       |  |  | Yun Cheok |  |  | Yun Ahn-suk |  |
|                       |   |            |          |  |  |       |  |  | Yun Cheok |  |  | Yun Ahn-suk |  |
|                       |   | …          |          |  |  |       |  |  | Yun Cheok |  |  |             |  |
| Yun Seung-rye         |   |            |          |  |  |       |  |  | Yun Cheok |  |  |             |  |
|                       |   | Signora Yi | …        |  |  |       |  |  |           |  |  |             |  |
|                       |   | Signora Yi | …        |  |  |       |  |  |           |  |  |             |  |
|                       |   | Signora Yi | …        |  |  |       |  |  |           |  |  |             |  |
| Yun Beon              |   | Signora Yi |          |  |  |       |  |  |           |  |  |             |  |
|                       |   | …          | …        |  |  |       |  |  |           |  |  |             |  |
|                       |   | …          | …        |  |  |       |  |  |           |  |  |             |  |
|                       |   | …          | …        |  |  |       |  |  |           |  |  |             |  |
| Signora Gwon          |   | …          |          |  |  |       |  |  |           |  |  |             |  |
|                       |   | …          | …        |  |  |       |  |  |           |  |  |             |  |
|                       |   | …          | …        |  |  |       |  |  |           |  |  |             |  |
|                       |   | …          | …        |  |  |       |  |  |           |  |  |             |  |
| Jeonghui di Joseon    |   | …          |          |  |  |       |  |  |           |  |  |             |  |
|                       | … | …          |          |  |  |       |  |  |           |  |  |             |  |
|                       | … | …          |          |  |  |       |  |  |           |  |  |             |  |
|                       | … | …          |          |  |  |       |  |  |           |  |  |             |  |
| Yi Mun-hwa            | … |            |          |  |  |       |  |  |           |  |  |             |  |
|                       |   | …          | …        |  |  |       |  |  |           |  |  |             |  |
|                       |   | …          | …        |  |  |       |  |  |           |  |  |             |  |
|                       |   | …          | …        |  |  |       |  |  |           |  |  |             |  |
| Budaebuin Heungnyeong |   | …          |          |  |  |       |  |  |           |  |  |             |  |
|                       |   | …          | …        |  |  |       |  |  |           |  |  |             |  |
|                       |   | …          | …        |  |  |       |  |  |           |  |  |             |  |
|                       |   | …          | …        |  |  |       |  |  |           |  |  |             |  |
| Signora Choe          |   | …          |          |  |  |       |  |  |           |  |  |             |  |
|                       |   | …          | …        |  |  |       |  |  |           |  |  |             |  |
|                       |   | …          | …        |  |  |       |  |  |           |  |  |             |  |
|                       |   | …          | …        |  |  |       |  |  |           |  |  |             |  |
|                       |   | …          |          |  |  |       |  |  |           |  |  |             |  |

## Discendenza
Jeonghui ebbe due figli maschi e una figlia femmina con il re Sejo:
1. Yi Jang, principe ereditario Uigyeong (1438–1457)
2. Principessa Uisuk (1441–1477)
3. Yi Hwang, gran principe Haeyang (1450–1469)